# Лі Пікок
Лі Ентоні Пікок (англ. Lee Anthony Peacock; нар. 9 жовтня 1976, Пейслі, Шотландія) — колишній шотландський футболіст, що грав на позиціях атакувального півзахисника та нападника.
Всю кар'єру провів переважно в клубах із нижчих дивізіонів Англії, погравши зокрема за «Манчестер Сіті» (до ери шейхів), «Шеффілд Венсдей» та інші.

## Кар'єра гравця

### Клубна

#### «Карлайл Юнайтед»
Починав кар'єру у складі молодіжної команди в «Карлайл Юнайтед». За головну команду дебютував у сезоні 1994/1995 під. В тому ж сезоні команда перемогла у другій футбольній лізі, третьому за рангом дивізіоні Англії. «Карлайл Юнайтед» також вийшли до фіналу Трофею Футбольної ліги, але в додатковий час матчу проти «Бірмінгем Сіті» зазнали поразки з рахунком 1:0.
В наступному сезоні «Карлайл» вилетів назад до Другої ліги, проте вже у наступному сезоні знову підвищився у класі, отримавши путівку до Першої ліги, фінішувавши 3-м. Клуб знову дійшов до фіналу Трофею Футбольної ліги, цього разу вигравши на стадіоні Вемблі у фіналі проти «Колчестер Юнайтед» у серії пенальті. Остання гра за клуб відбулася для Лі проти «Джиллінгема» 27 вересня 1997 року.

#### «Менсфілд Таун»
Ноттінгемширський «Менсфілд Таун» заплатив 100 тисяч фунтів стерлінгів за гравця у вересні 1997 року. 18 жовтня 1997 року Стів Паркін випусив Пікока на поле у дебютному матчі проти «Маклсфілд Тауна». Він миттєво став основним гравцем в команді.
Головний тренер команди, який запрошував футболіста, Стів Паркін, покинув клуб наприкінці сезону 1998/1999 і його замінив Білл Дірден. Зрештою, Дірден продав Пікока в жовтні 1999 року.

#### «Манчестер Сіті»
У жовтні 1999 року Пікок приєднався до «Манчестер Сіті» за 750 тисяч фунтів стерлінгів, яким на той час керував Джо Ройл. Нещодавно «Сіті» повернувся до першого дивізіону після вильоту в 1998 році. Пікок дебютував за «Сіті» 6 листопада 1999 року, замінивши Шона Райта-Філліпса на 45-й хвилині матчу проти «Квінз Парк Рейнджерс». Він зіграв лише 10 матчів за містян у всіх змаганнях протягом сезону 1999/2000. Врешті-решт, гравець був занесений Ройлом в трансферний список і проданий до «Бристоль Сіті» за 600 тисяч фунтів стерлінгів.

#### «Бристоль Сіті»
Пікок підписав контракт з «Бристоль Сіті» у серпні 2000 року. Він дебютував 12 серпня 2000 року у матчі проти «Рексема». 22 серпня Лі забив свій перший гол у футболці «Бристоля» в домашній нічийній грі (2:2) з «Брентфордом».
Він також забив один із голів у ворота своєї першої команди ― «Карлайл Юнайтед» у фіналі Трофею Футбольної ліги 2003 року, де Бристоль переміг з рахунком 2:0.

#### «Шеффілд Венсдей»
Пікок підписав контракт з командою першої ліги «Шеффілд Венсдей» влітку 2004 року. В тому сезоні «Шеффілд» переміг у плей-оф, отримавши підвищення до Чемпіоншипу.

#### «Свіндон Таун»
На початку січня 2006 року гравець продовжив контракт з «Шеффілдом», але головний тренер «Свіндон Таун», Іффі Онуора, переконав Лі підписати контракт на два з половиною роки. До цього він відмовився від непоганої пропозиції «Волсолла».
Пікок дебютував за клуб 21 січня, вийшовши на останні п'ятнадцять хвилин домашнього матчу з «Борнмутом». Він забив гол на останній хвилині, який завершив гру для «Свіндона» з рахунком 4:2. Незважаючи на те, що він забив ще лише одного разу, його чесне та працьовите ставлення до гри зробило його улюбленцем вболівальників «Тауна».
Незважаючи на травму коліна, отриману в матчі проти «Колчестер Юнайтед» у середині березня, він намагався грати через біль. 11 квітня його замінили у матчі проти «Суонсі» через больові відчуття, які заважали йому грати. Лікарі стверджували, що Пікоку терміново потрібна операція, але він вирішив взяти на себе роль, яку Онуора назвав «супер-саб», вийшовши на поле на заміну в наступних двох матчах.
Коли стало очевидно, що «Свіндон» вилітає до Другої ліги, Пікок пішов під ніж. Він повернувся до тренувань на початку наступного сезону і навіть був найкращим бомбардиром «Тауна» до жовтня, перш ніж його поставили на позицію півзахисника. 24 квітня 2007 року Пікок був визнаний вболівальниками гравцем року у Другій лізі.
31 січня 2008 року він підписав нову півторарічну угоду.
Пікок вперше вийшов на поле у чемпіонаті 17 жовтня 2009 року в матчі проти «Гартлпул Юнайтед» після 8 місяців лікування та відновлення. Раніше він вийшов на заміну у матчі Трофею футбольної ліги проти «Ексетера» 6 жовтня 2009 року.

#### «Грімсбі Таун»
Після тривалого відновлення гравець втратив місце у основному складі Свіндона та став рідше з'являтися на полі. Почали ходити чутки про зацікавленість до Пікока з боку «Стокпорт Каунті» та «Карлайл Юнайтед», але врешті-решт він підписав контракт із «Грімсбі Таун».
29 січня 2010 року клуби оголосили про те, що Пікок приєднався до «Грімсбі» як вільний агент. «Грімсбі Таун» повідомив фанатам на своєму офіційному вебсайті, що Пікок підписав контракт до кінця сезону 2010/11. Пікок заявив, що залишити «Свіндон Таун» було найскладнішим рішенням у його кар'єрі, проте йому довелося рухатися далі, щоб отримати ігрову практику.
Клуб зазнав вильоту з футбольної ліги у травні 2010 року, але, незважаючи на це, Пікок залишився був обраний капітаном клубу. Після завершення сезону 2010/11 років він покинув «Грімсбі Таун» через недостатню кількість ігрової практики.

#### «Гавант енд Вотерлувілл»
Пікок після тривалих переговорів по контракту приєднався до «Гавант енд Вотерлувілл» в червні 2011 року. Його контракт було розірвано за взаємною згодою в січні 2012 року.

#### «Істлі» та «Портчестер»
16 березня 2012 року Пікок підписав контракт з «Істлі» до кінця сезону 2011/12. Пікок завершив кар'єру гравця наприкінці сезону 2012/2013, проте залишився в клубі, ставши тренером юнацької команди (U-16).

У 2014 році він повернувся до ігрової кар'єри, з'явившися на полі в п'яти матчах та знову оголосивши про завершення кар'єри гравця наприкінці сезону.
Втім, у січні 2017 року він підписав контракт із «Портчестером» Грема Рікса. Зігравши за 2017 рік сім матчів, гравець остаточно завершив кар'єру.

### Міжнародна кар'єра
Дебютував за молодіжну збірну Шотландії 7 червня 1997 року, взявши участь у матчі кваліфікації до молодіжного чемпіонату Європи 1998 року проти збірної Білорусі, який команда програла з рахунком 1:0.

## Тренерська кар'єра
У червні 2013 року Пікок став тренером юнацької команди «Істлі» (U-16).
У вересні 2017 року він був призначений директором юнацької академії «Свіндон Тауна».

## Досягнення

### «Карлайл Юнайтед»
- Володар Трофею Футбольної ліги (1): 1996—97

### «Бристоль Сіті»
- Володар Трофею Футбольної ліги (1): 2002—03[17]

### «Шеффілд Венсдей»
- Переможці плей-оф Першої ліги (1): 2004—05